# Daniel Pineda (lutador)
Daniel Pineda (Dallas, 6 de agosto de 1985) é um lutador norte-americano de artes marciais mistas, atualmente compete no Peso Pena do Legacy Fighting Championship.

## Carreira no MMA

### Legacy Fighting Championships
Daniel Pineda foi o Campeão Peso Pena do Legacy Fighting Championships. Nenhuma de suas lutas no Legacy foram à decisão com vitória notável sobre sobre o veterano do WEC Frank Gomez. As lutas de Daniel Pineda no Legacy Fighting Championships foram sempre emocionantes e sua última luta no Legacy Fighting Championships antes de ir para o UFC venceu por nocaute técnico com um soco rodado no Legacy Fighting Championships 9.

### Ultimate Fighting Championship
No começo de Janeiro de 2012, foi anunciado que Pineda havia assinado com o UFC.
Ele fez sua estréia em 20 de Janeiro de 2012 no UFC on FX: Guillard vs. Miller contra o também estreante no UFC Pat Schilling. Pineda venceu a luta por finalização no primeiro round.
Pineda enfrentou Mackens Semerzier em 3 de Março de 2012 no UFC on FX: Alves vs. Kampmann, substituindo o lesionado Robbie Peralta. Ele venceu a luta por finalização no primeiro round.
Pineda enfrentou Mike Brown em 26 de Maio de 2012 no UFC 146. Pineda perdeu a luta por decisão unânime.
Pineda enfrentou Antonio Carvalho em 21 de Julho de 2012 no UFC 149, substituindo o lesionado George Roop. Pineda perdeu a luta após ser nocauteado pela primeira vez em sua carreira profissional no MMA.
Pineda retornou para enfrentar Justin Lawrence em 13 de Abril de 2013 no The Ultimate Fighter 17 Finale. Pineda venceu a luta por finalização no primeiro round, ganhando o prêmio de Finalização da Noite.
Pineda enfrentou o vencedor do TUF 14, Diego Brandão em 17 de Agosto de 2013 no UFC Fight Night: Shogun vs. Sonnen e perdeu por decisão unânime.
Pineda foi derrotado pelo escocês Robert Whiteford em 15 de Março de 2014 no UFC 171, a derrota foi por decisão unânime. Após a derrota, ele foi demitido da organização.

### Volta ao LFC
Após ser demitido pelo UFC, Pineda voltou ao Legacy FC, e sua primeira luta foi em 14 de Novembro de 2014 no Legacy FC 37 contra o veterano do WEC & UFC Leonard Garcia. Ele venceu por finalização ainda no primeiro round.
Pineda enfrentou Thomas Webb em 27 de Fevereiro de 2015 no Legacy FC 39 e venceu por finalização com um triângulo no primeiro round, com menos de um minuto de luta e também derrotou Jonny Carson no terceiro round, também por finalização no 3 de Abril de 2015 no Legacy FC 41.

### Bellator MMA
Pineda assinou contrato com o Bellator MMA e é esperado para estrear pela organização em 19 de Fevereiro de 2016 no Bellator 149 contra Emmanuel Sanchez.

## Cartel no MMA
| Cartel no MMA   |             |             |
| 44 lutas        | 27 vitórias | 14 derrotas |
| Por nocaute     | 9           | 3           |
| Por finalização | 18          | 6           |
| Por decisão     | 0           | 5           |
| No contest      | 3           | 3           |

| Res.    | Cartel    | Oponente           | Método                               | Evento                                 | Data       | Round | Tempo | Local                  | Notas |
| ------- | --------- | ------------------ | ------------------------------------ | -------------------------------------- | ---------- | ----- | ----- | ---------------------- | --- |
| NC      | 27-14 (3) | Andre Fili         | Sem Resultado (dedada no olho)       | UFC Fight Night: Gane vs. Volkov       | 26/06/2021 | 2     | 0:46  | Las Vegas, Nevada      | |
| Derrota | 27-14 (2) | Cub Swanson        | Nocaute (socos)                      | UFC 256: Figueiredo vs. Moreno         | 12/12/2020 | 2     | 1:52  | Las Vegas, Nevada      | |
| Vitória | 27-13 (2) | Herbert Burns      | Nocaute Técnico (cotoveladas)        | UFC 252: Miocic vs. Cormier 3          | 13/06/2020 | 2     | 4:37  | Las Vegas, Nevada      | Retorno ao UFC; Performance da Noite. |
| NC      | 26-13 (2) | Jeremy Kennedy     | Sem resultado (mudado)               | PFL 8                                  | 17/10/2019 | 1     | 4:00  | Las Vegas, Nevada      | Semifinal do torneio dos Penas do PFL; Originalmente vitória por finalização (guilhotina) de Pineda; Mudado após ele testar positivo para uma substância proibida.              |
| NC      | 26-13 (1) | Movlid Khaibulaev  | Sem Resultado (mudado)               | PFL 8                                  | 17/10/2019 | 1     | 0:29  | Las Vegas, Nevada      | Quartas de Final do torneio dos Penas do PFL. Originalmente vitória por Nocaute técnico (socos) de Pineda; Mudado mudado após ele testar positivo para uma substância proibida. |
| Vitória | 26-13     | Rey Trujillo       | Nocaute Técnico (socos)              | Fury FC 32                             | 24/05/2019 | 1     | 0:51  | Humble, Texas          | |
| Vitória | 25-13     | Elias Rodriguez    | Finalização (guilhotina)             | Fury FC 28                             | 15/12/2018 | 1     | 0:51  | Humble, Texas          | Ganhou o Cinturão Peso Leve do Fury FC. |
| Vitória | 24-13     | Dimitre Ivy        | Finalização (triângulo)              | Fury FC 25                             | 20/07/2018 | 1     | 1:10  | Humble, Texas          | Ganhou o Cinturão Peso Pena Interino do Fury FC. |
| Vitória | 23-13     | Josh Davila        | Nocaute Técnico (socos)              | LFA 35                                 | 09/03/2018 | 2     | 0:58  | Houston, Texas         | |
| Derrota | 22-13     | Georgi Karakhanyan | Nocaute Técnico (interrupção médica) | Bellator 182                           | 25/08/2017 | 2     | 4:05  | Verona, New York       | |
| Vitória | 22-12     | Mark Dickman       | Finalização (mata leão)              | Bellator 161                           | 16/09/2016 | 3     | 2:07  | Cedar Park, Texas      | |
| Derrota | 21-12     | Emmanuel Sanchez   | Decisão (dividida)                   | Bellator 149                           | 19/02/2016 | 3     | 5:00  | Houston, Texas         | Estreia no Bellator. |
| Vitória | 21-11     | Jonny Carson       | Finalização (kimura)                 | Legacy FC 41                           | 03/04/2015 | 3     | 1:45  | Tulsa, Oklahoma        | |
| Vitória | 20-11     | Thomas Webb        | Finalização (triângulo)              | Legacy FC 39                           | 27/02/2015 | 1     | 0:49  | Houston, Texas         | Catchweight (150 lbs). |
| Vitória | 19-11     | Leonard Garcia     | Finalização (kimura)                 | Legacy FC 37                           | 14/11/2014 | 1     | 1:54  | Houston, Texas         | |
| Derrota | 18-11     | Robert Whiteford   | Decisão (unânime)                    | UFC 171: Hendricks vs. Lawler          | 15/03/2014 | 3     | 5:00  | Dallas, Texas          | |
| Derrota | 18-10     | Diego Brandão      | Decisão (unânime)                    | UFC Fight Night: Shogun vs. Sonnen     | 17/08/2013 | 3     | 5:00  | Boston, Massachusetts  | |
| Vitória | 18-9      | Justin Lawrence    | Finalização (kimura)                 | The Ultimate Fighter 17 Finale         | 06/04/2013 | 1     | 1:35  | Las Vegas, Nevada      | Finalização da Noite |
| Derrota | 17-9      | Antonio Carvalho   | Nocaute (socos)                      | UFC 149: Faber vs. Barão               | 21/07/2012 | 1     | 1:11  | Calgary, Alberta       | |
| Derrota | 17-8      | Mike Brown         | Decisão (unânime)                    | UFC 146: Dos Santos vs. Mir            | 26/05/2012 | 3     | 5:00  | Las Vegas, Nevada      | |
| Vitória | 17-7      | Mackens Semerzier  | Finalização (triângulo com armlock)  | UFC on FX: Alves vs. Kampmann          | 03/03/2012 | 1     | 2:05  | Sydney                 | |
| Vitória | 16-7      | Pat Schilling      | Finalização (mata leão)              | UFC on FX: Guillard vs. Miller         | 20/01/2012 | 1     | 1:37  | Nashville, Tennessee   | Estreia no UFC. |
| Vitória | 15-7      | Gilbert Jimenez    | Nocaute Técnico (soco rodado)        | Legacy Fighting Championship 9         | 16/12/2011 | 2     | 1:37  | Houston, Texas         | Não válida pelo título; Peso Casado. |
| Vitória | 14-7      | Frank Gomez        | Finalização (mata leão)              | Legacy Fighting Championship 7         | 22/07/2011 | 3     | 2:25  | Houston, Texas         | Defendeu o Título Peso Pena do Legacy. |
| Vitória | 13-7      | Ray Blodgett       | Nocaute (soco)                       | Legacy Fighting Championship 6         | 09/04/2011 | 1     | 0:58  | Houston, Texas         | Defendeu o Título Peso Pena do Legacy. |
| Vitória | 12-7      | Levi Forrest       | Finalização (chave de calcanhar)     | Legacy Fighting Championship 5         | 29/01/2011 | 1     | 2:49  | Houston, Texas         | Luta não válida pelo título. |
| Vitória | 11-7      | Rey Trujillo       | Finalização (mata leão)              | Legacy Fighting Championships          | 31/07/2010 | 1     | 1:58  | Houston, Texas         | Ganhou o Título Peso Pena do Legacy. |
| Derrota | 10-7      | Chas Skelly        | Finalização (chave de joelho)        | Bellator 19                            | 20/05/2010 | 2     | 2:16  | Grand Prairie, Texas   | |
| Vitória | 10-6      | James King         | Nocaute Técnico (socos)              | KOK 8: The Uprising                    | 27/02/2010 | 1     | 4:30  | Austin, Texas          | |
| Vitória | 9-6       | Douglas Frey       | Finalização (chave da calcanhar)     | SWC 9: Redemption                      | 28/11/2009 | 2     | 1:55  | Frisco, Texas          | |
| Derrota | 8-6       | Chas Skelly        | Finalização                          | SWC 8: Night of Rumble                 | 18/09/2009 | 1     | 2:12  | Frisco, Texas          | |
| Derrota | 8-5       | Johnny Bedford     | Finalização (triângulo)              | SWC 7: Discountenance                  | 20/06/2009 | 2     | 2:58  | Frisco, Texas          | |
| Derrota | 8-4       | Kyle Miers         | Finalização (mata leão)              | International Xtreme Fight Association | 06/06/2009 | 1     | 1:24  | Vinton, Louisiana      | |
| Derrota | 8-3       | Roberto Vargas     | Decisão (unânime)                    | Bellator 6                             | 08/05/2009 | 3     | 5:00  | Robstown, Texas        | |
| Vitória | 8-2       | Johnny Bedford     | Finalização (chave de joelho)        | SWC 3: St. Valentine's Day Massacre    | 21/02/2009 | 1     | 2:00  | Frisco, Texas          | |
| Vitória | 7-2       | Ira Evanson        | Finalização (chave de braço)         | Katana Cagefighting                    | 06/12/2008 | 2     | 1:22  | Robstown, Texas        | |
| Derrota | 6-2       | Scott Bear         | Finalização                          | Legacy Fighting Championships 2        | 23/08/2008 | 2     | N/A   | Baton Rouge, Louisiana | |
| Vitória | 6-1       | Vince Libardi      | Nocaute Técnico (socos)              | South Coast Promotions                 | 18/07/2008 | 1     | 1:13  | Houston, Texas         | |
| Vitória | 5-1       | John Alvarez       | Nocaute Técnico                      | Katana Cagefighting                    | 17/05/2008 | 2     | 2:04  | Robstown, Texas        | |
| Vitória | 4-1       | Warren Stewart     | Nocaute Técnico (socos)              | Urban Rumble Championships 1           | 04/04/2008 | 1     | 1:42  | Pasadena, Texas        | |
| Derrota | 3-1       | Lim Jae-Suk        | Finalização (mata leão)              | EliteXC: Renegade                      | 10/10/2007 | 1     | 2:42  | Corpus Christi, Texas  | |
| Vitória | 3-0       | Kierre Gooch       | Finalização                          | Renegades Extreme Fighting             | 20/10/2007 | 2     | 0:59  | Houston, Texas         | |
| Vitória | 2-0       | Warren Stewart     | Finalização (mata leão)              | Art of War 2                           | 11/05/2007 | 1     | 2:00  | Austin, Texas          | |
| Vitória | 1-0       | Jeremy Mahon       | Finalização (mata leão)              | IFC: Caged Combat                      | 13/04/2007 | 1     | 1:03  | Corpus Christi, Texas  | |